# Burgruine Rafenstein
Die Burgruine Rafenstein (auch Ravenstein; auf Italienisch Castel Rafenstein) befindet sich in Südtirol (Italien) im Norden der Stadt Bozen. Das mächtige Bauwerk erhebt sich am westlichen Talhang des Sarntals, südöstlich von Jenesien, über der Talferschlucht.
Im Mittelalter und noch in der frühen Neuzeit kontrollierte die Anlage eine sekundäre Wegeverbindung, die den Hang des Rauhenbühels – 1316 als Rouhenpuhel urkundlich bezeugt – unterhalb von Jenesien mit Bozen verknüpfte. Vom Geländenamen des Rauhenbühels scheint auch der Burgname (wörtlich „der raue Stein“) zu rühren.
Der Burgname wird 1217 als Rauenstone erstmals erwähnt, und zwar als Lehen des Bischofs von Trient, das Albert von Rafenstein als bischöflicher Vizedom innehatte; auf ihn folgten weitere Trienter Ministerialen wie Berthold Schwab von Bozen (1222), Eberhard von Rafenstein (1236) und Morandin von Bozen (seit 1231); 1255 wird die Burghut an die Brüder Friedrich und Beral von Wangen verliehen. Bereits im 13. Jahrhundert wurden Palas und Ringmauer erbaut und im 14. Jahrhundert um Zwinger, Torturm und Südtrakt erweitert. Im 16. Jahrhundert schließlich wurde die Burganlage – nunmehr im Besitz der Herren von Wolkenstein – entsprechend den neuen militärischen Erfordernissen mit Zwinger und Eckrondellen befestigt. Diese konnten mit Feuerwaffen verteidigt werden. Um 1600 verfasste auf Rafenstein Marx Sittich von Wolkenstein wichtige Teile seiner „Landesbeschreibung“.
Anfang des 17. Jahrhunderts wurde der Wohntrakt erhöht. Vermutlich wurden damals auch Fenster neu in den Hauptturm eingebrochen, um den Wohnwert zu erhöhen, und eine Wunderkammer eingerichtet, worauf exotische archäologische Funde wie die Knochenreste eines Nilkrokodils hinweisen.
Erst im 19. Jahrhundert wurde die Burg aufgegeben und verfiel seitdem. Heute sind die Eckrondelle und die äußere Umfassungsmauer teilweise eingestürzt. Von der Ferne wirkt der weißlich gekalkte Kernbau wie ein nicht fertiggestellter und dann vergessener Rohbau.
Rafenstein (692 m s.l.m.) kann über eine kurze, aber mit 33 % Dauersteigung sehr steile, einspurige Straße von Bozen aus (bei der Seilbahnstation nach Jenesien, rechts am Bach hinauf) erreicht werden, was nur erfahrenen Bergfahrern zu empfehlen ist. Alternativ erreicht man die Burgruine bequem von der Straße nach Jenesien aus.
Ab 2009 fanden umfassende Restaurierungsarbeiten statt, seit Mai 2014 ist die Burgruine wieder öffentlich zugänglich.